# Volley Club Padova
Il Volley Club Padova è stata una società pallavolistica femminile italiana con sede a Padova.

## Storia

### Inizi
Nasce nel giugno 2004 dalla fusione tra il Volley Club Padova di Lino Borgo e l'Olympia Volley di Romeo Zilio, dando vita al Volley Club Padova Srl.
Ha vinto il campionato di Serie A2 nel 2004-2005, raggiungendo per la prima volta la Serie A1 nella stagione 2005-2006, classificandosi nona su dodici squadre. Nel corso dell'estate 2006 il presidente Lino Borgo ha rafforzato la squadra con una campagna acquisti di alto livello e per questo la squadra è stata candidata come probabile outsider nella stagione 2006-2007.
Nella stagione 2006-2007 la squadra ha raggiunto la finale per la fase di accesso diretto ai quarti di finale di Coppa Italia, ma è stata sconfitta dalla Tena Volley Santeramo 3-2 in casa, poi in trasferta ha sconfitto i rivali con lo stesso punteggio e si è disputato un set supplementare che ha visto prevalere la squadra pugliese al termine di una sfida combattutissima.
In campionato, dopo la brutta sconfitta in trasferta con la River Volley Piacenza, l'allenatore Mauro Masacci è stato esonerato a causa dei risultati al di sotto delle aspettative, per far posto a Lorenzo Micelli secondo allenatore della Nazionale Italiana Femminile.
Con Micelli raggiunge i play -off e incontra l'Asystel Novara perdendo la prima partita a Novara, vincendo la seconda in casa e perdendo la terza partita in casa dell'Asystel (unica squadra approdata ai quarti di finale ad aver prolungato la serie alla terza partita).

### Ceduti i diritti della Serie A
Al termine della stagione 2006-2007 la dirigenza ha ceduto a Forlì il diritto sportivo di partecipare alla Serie A1, continuando però a lavorare sul gruppo giovanile, tenendo la squadra Under 16 che ha partecipato anche al campionato di Prima Divisione e la Under 18 che dopo aver militato in Serie D ed essere stata promossa in Serie C, ha fatto altri 2 anni nella medesima categoria riuscendo sempre a classificarsi in zona salvezza.
Dalla stagione 2008-2009 il marchio Megius Padova è passato ad indicare le squadre giovanili del Volley Valsugana, squadra militante nel campionato di Serie B1.
Successivamente nella stagione 2009-2010 il Volley Valsugana ha rinunciato alla partecipazione al campionato di Serie B1, continuando l'attività con la denominazione Megius Padova nel campionato regionale di Serie C e nei campionati giovanili Under 18 e Under 16.
Da precisare che il codice federale del Volley Club Padova non è lo stesso del Volley Valsugana per cui l'attività del Volley Club Padova è cessata con la stagione 2007-2008 infatti la denominazione Megius Padova indica solamente il nome dello sponsor storico dell'A1.

## Palmarès
- Supercoppa Italiana Volley Tour 4x4: 1

2006: